# Copiphora brevipennis
Copiphora brevipennis är en insektsart som beskrevs av Bruner, L. 1915. Copiphora brevipennis ingår i släktet Copiphora och familjen vårtbitare. Inga underarter finns listade i Catalogue of Life.